# ジョンブル (アパレル)
株式会社ジョンブル（英: JOHNBULL Co., Ltd.）は、岡山県倉敷市児島に本社を置くアパレル関連企業。また、同社が製造販売する商品のブランドが『ジョンブル』である。

## 概要
元々は、カネワ被服の社名で、学生服や作業服を製造する企業であった。その後、ジーンズを中心にしたカジュアル衣料の企画・製造・販売を手掛けるようになり、ジョンブルのブランドで販売する。
後にブランド名を冠した現社名に改称した。
その後、事業を拡大させ、全国規模に発展した。

## 沿革
- 1952年（昭和27年） 2月 - カネワ被服の社名で、個人事業として創業。学生服・作業服の製造を開始する。
- 1963年（昭和38年） 1月 - 株式会社に改組、資本金は200万円。
- 1967年（昭和42年） 2月 - ブランドを社名にし、現社名の株式会社ジョンブルに改称。
- 1967年（昭和42年） 8月 - 現在地に工場を新設。
- 1971年（昭和46年） 5月 - 資本金を500万円に増資する。
- 1971年（昭和46年）12月 - 直営販売店を広島に開店する。
- 1972年（昭和47年）11月 - 資本金を1500万円に増資する。
- 1973年（昭和48年） 4月 - 直営販売店を新宿に開店する。
- 1974年（昭和49年） 5月 - 現在地に本社ビルを建設する。
- 1980年（昭和55年） 6月 - レディース部門を強化する。
- 1990年（平成 2年） 5月 - 輸入・販売業務を開始する。
- 1993年（平成 5年） 4月 - 下北沢に新形態の店舗を開店する。
- 1993年（平成 5年）11月 - 現在の代表取締役が就任する。
- 1998年（平成10年）10月 - 東京支社ビルを建設、東京営業所を移転。原宿に新店舗を開店する。
- 1999年（平成11年） 7月 - レディース向け新ブランドのBRAGAを立ち上げる。
- 2000年（平成12年） 2月 - 大阪営業所を南船場に移転する。
- 2003年（平成15年） 9月 - 大阪南船場に大阪店を開店し、大阪営業所を移転する。
- 2004年（平成16年） 2月 - 物流センターを新設する。
- 2004年（平成16年） 5月 - 原宿店を改装し、Private Labo原宿店とする。
- 2005年（平成17年）10月 - 本社工場・事務所を改装する。
- 2006年（平成18年） 9月 - 岡山市問屋町にPrivate Labo岡山店を開店する。
- 2008年（平成20年） 1月 - 新潟市にPrivate Labo musee新潟店、福岡市に同福岡店を開店する。
- 2008年（平成20年） 9月 - 東京代官山にPrivate Labo musee代官山店を開店する。
- 2008年（平成20年）10月 - 大阪市梅田エリアに梅田店を開店する。
- 2009年（平成21年） 5月 - 新形態の店舗Private Labo classを開店する。
- 2010年（平成22年） 5月 - 大阪市難波エリアになんば店を開店する。
- 2010年（平成22年） 4月 - 大阪営業所・大阪店を移転する。東京代官山にPrivate Labo代官山店を開店する。
- 2010年（平成22年） 8月 - 東京営業所を移転する。
- 2011年（平成23年） - Johnbull Private labo 博多店を開店、Johnbull Private labo 原宿店リニューアルオープンする。
- 2012年（平成24年） - Johnbull Private labo class. uniteを開店。
- 2013年（平成25年） - Johnbull Private labo 名古屋、新潟店を開店、Dressages Johnbull Private laboを開店。
- 2016年（平成28年） - Johnbull Private labo class.吉祥寺を開店。
- 2017年（平成29年） - モノトヒト代官山を開店。
- 2018年（平成30年） - Johnbull Private labo 札幌店、神戸店、代官山を開店。
- 2019年 （平成31年／令和元年）- 塚田裕介が代表取締役に就任。
- 2020年（令和2年） - 東京支社・東京営業所・東京ショールームを青山へ移転。JOHNBULL表参道店、Johnbull Outlet横浜店オープン、Johnbull Outletマリンピア神戸店を開店。
- 2021年（令和3年） - JOHNBULLルミネ新宿店、ルクア大阪店、rebear by Johnbullなんば店、新潟店を開店。

## 参考サイト
- JOHNBULL